# Chasmatopterus
Chasmatopterus es un género de coleópteros escarabeidos. Se encuentran en la península ibérica y el norte de África.

## Especies
Se reconocen las siguientes:
- Chasmatopterus almeriensis
- Chasmatopterus annamariae
- Chasmatopterus canosus
- Chasmatopterus cobosi
- Chasmatopterus esuris
- Chasmatopterus hirtulus
- Chasmatopterus hirtus
- Chasmatopterus hirulus
- Chasmatopterus illigeri
- Chasmatopterus parvulus
- Chasmatopterus pilosulus
- Chasmatopterus uxorum
- Chasmatopterus villosulus
- Chasmatopterus zonatus